# Cheiracanthium approximatum
Cheiracanthium approximatum är en spindelart som beskrevs av O. Pickard-Cambridge 1885. Cheiracanthium approximatum ingår i släktet Cheiracanthium och familjen sporrspindlar. Inga underarter finns listade i Catalogue of Life.